# Hochfernerspitze
Die Hochfernerspitze (auch kurz Hochferner genannt, italienisch Gran Vedretta) ist mit einer Höhe von 3470 m s.l.m. einer der höchsten Berge in den Zillertaler Alpen. Ihr Gipfel liegt auf dem Hauptkamm dieser Berggruppe auf italienischem Gebiet in Südtirol. Die Staatsgrenze zwischen Österreich und Italien verläuft 500 Meter nordöstlich vom Gipfel entfernt über einen Randgrat.

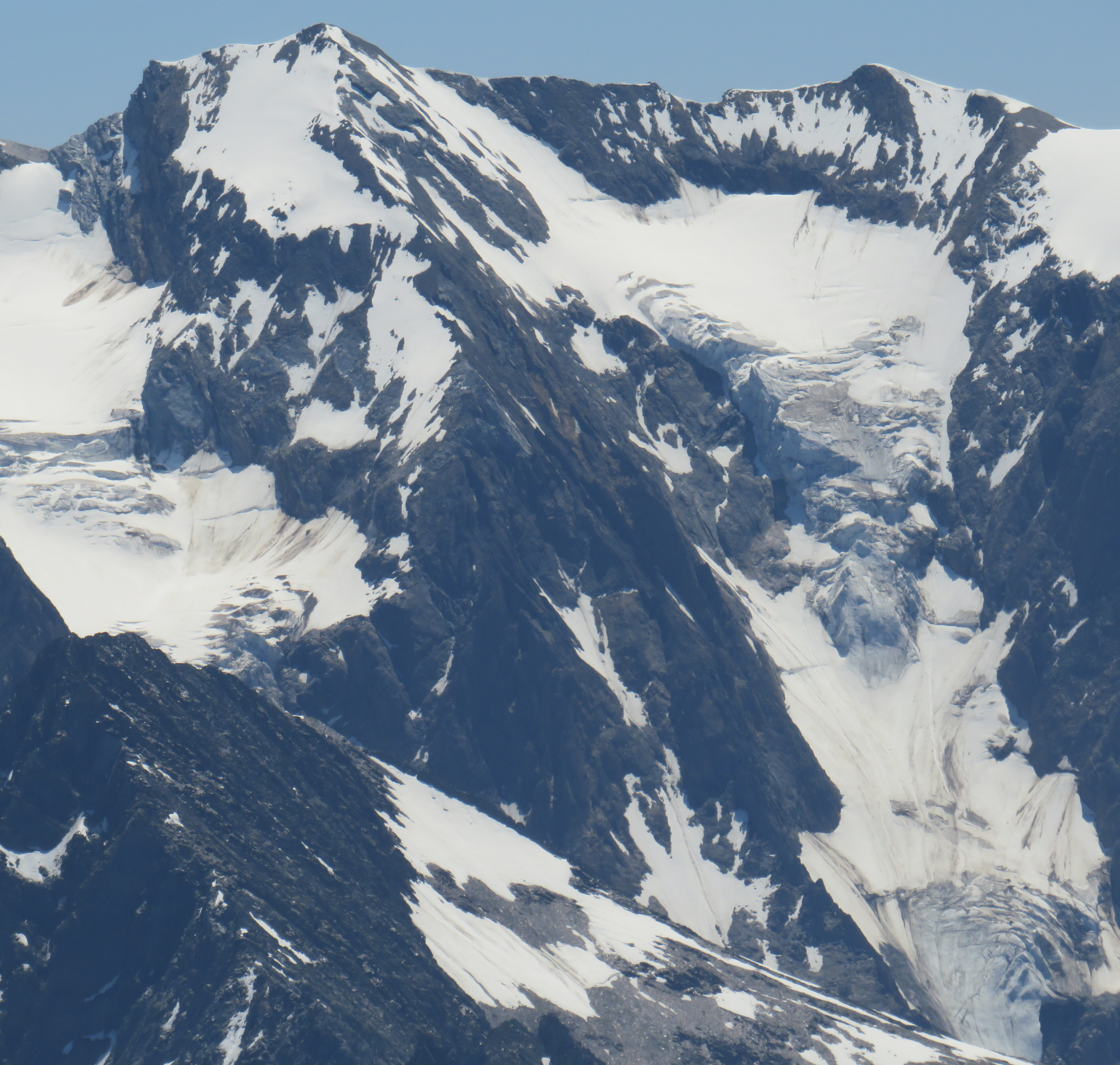
Gipfelaufbau der Hochfernerspitze (Mitte links), links davon der Grießferner, rechts der Hochferner, rechts oben die Hintere Weißspitze

Der Berg ist im gesamten Bereich über 2500 Metern Höhe vergletschert und bildet markante bis zu 950 Meter hohe eisbedeckte Abstürze (Hängegletscher) nach Nordwesten, die zum Teil bis 70° geneigt sind. Durch diese Nordwand führen klassische Eistouren des Alpinismus. Zuerst bestiegen wurde die Hochfernerspitze am 8. August 1878 durch den Jenaer Professor der Philosophie und Alpinisten Rudolf Seyerlen mit den Bergführern Stefan Kirchler und Hans Niederwieser – Stabeler aus Sand in Taufers. Der Gipfelbereich selbst sowie die von West nach Ost über den Gipfel hinweg verlaufende Gratschneide (Verbindungskamm Hintere Weißspitze – Hochfernerspitze und weiter nach Südosten anknickend zum Hochfeiler) ist dagegen eisfrei, außer im Hochsommer aber meist schneebedeckt. Auf der Südseite des Gipfels ist klimabedingt der Gletscherrückgang (Weißkarferner) deutlich sichtbar fortgeschritten, so dass der Gipfelaufbau auf der Südseite bereits großteils nicht mehr durch Gletscher bedeckt ist.

## Lage und Umgebung

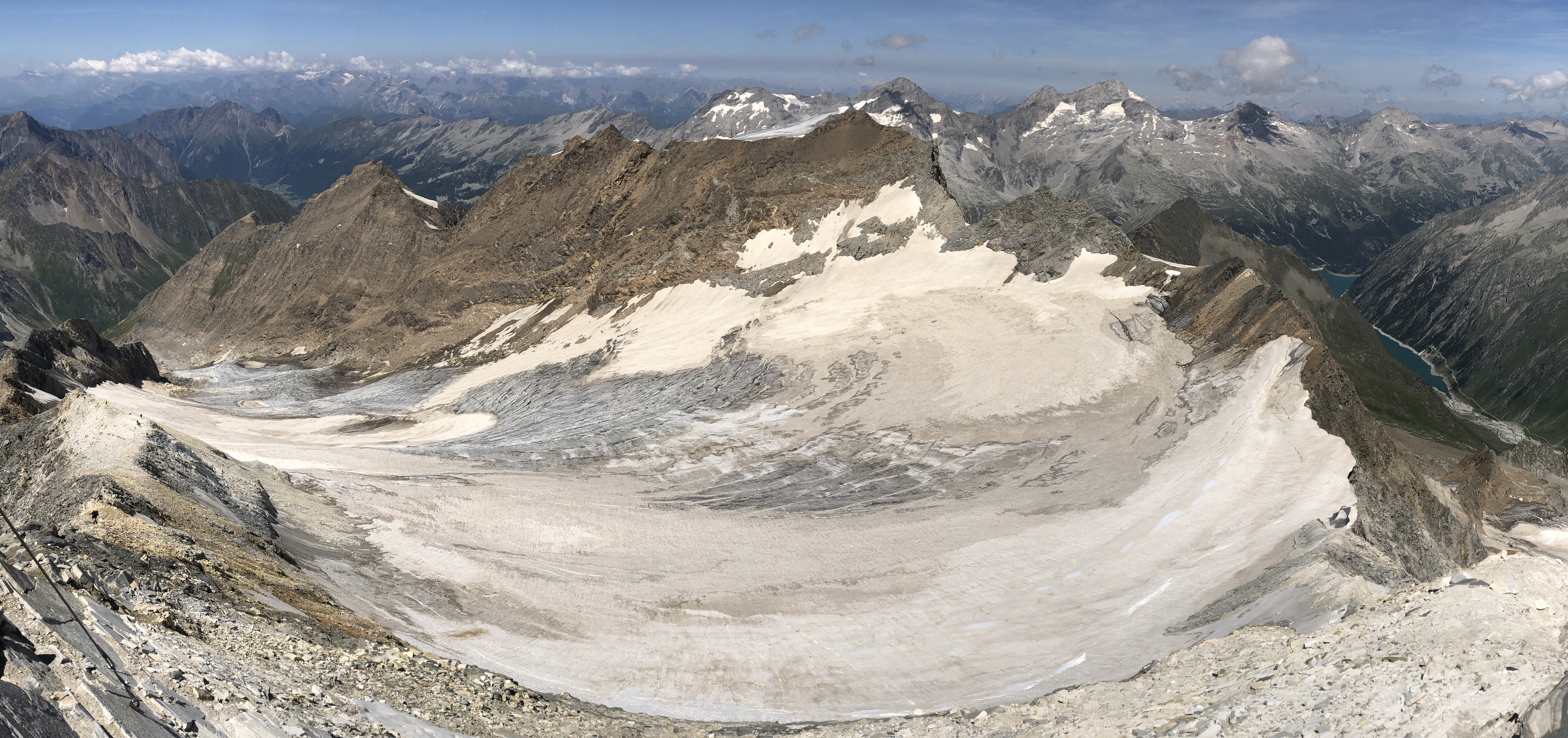
Hochfernerspitze (mittig), links davon die Hintere und die Vordere Weißspitze, davor der Weißkarferner, hinten von links nach rechts Hohe Wand, Stampflkees, Schrammacher, Fußstein, Olperer, Gefrorene Wand-Spitzen, Hoher Riffler und Realspitze, davor Schlegeisspeicher, links daneben der Hochsteller

Die Hochfernerspitze liegt gut acht Kilometer Luftlinie östlich von St. Jakob im Pfitscher Tal. Nur wenige Kilometer nordöstlich des Gipfels liegt der Schlegeisspeicher, der über eine Mautstraße von Ginzling erreichbar ist. Der Gipfel bildet mit dem 3510 Meter hohen Hochfeiler im Südosten und der Hinteren Weißspitze mit 3431 Metern Höhe im Südwesten ein Bergmassiv mit großer geografischer Dominanz. Hier erreicht der Zillertaler Hauptkamm seine größte Höhe. Benachbarte Berge, weiter entfernt, sind im Norden der Hochsteller mit 3097 Metern Höhe und im Westen die Vordere Weißspitze (3276 Meter). Nach Osten hin fällt die Hochfernerspitze steil hinab zum Schlegeiskees, im Süden liegt der Weißkarferner, im Westen und Nordwesten erstrecken sich Weißspitzenferner, Hochferner und Grießferner, beides steile Hängegletscher. Im Norden befindet sich das Rötkees. Alle diese Gletscher sind aufgrund der globalen Erwärmung stark im Schwinden begriffen und die Steinschlaggefahr nimmt zu.

## Stützpunkte und Routen

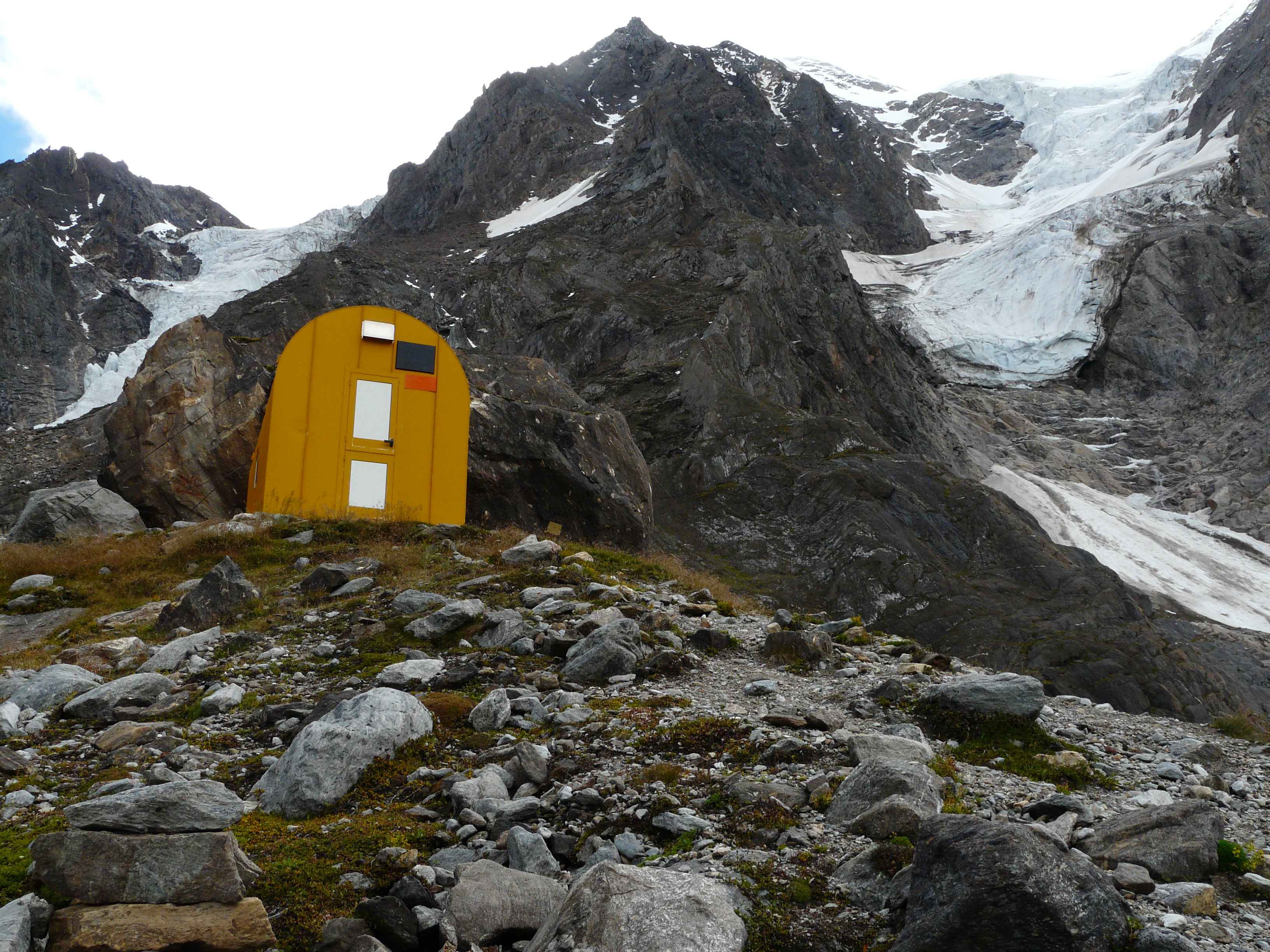
Günther-Messner-Hochferner-Biwak, links hinten Grießferner, rechts hinten Hochferner

Der Weg der Erstbesteiger von 1878 führte von Lappach aus zu einer Hütte auf der Unteren Neveser Alpe. Von dort aus ging es am 8. August 1878 weiter hinauf zum Eisbruggjoch und zunächst auf den Hochfeiler. Dieser wurde in nördlicher Richtung überschritten und über den Weißkarferner erreichte man nach siebeneinhalb Stunden den Gipfel der Hochfernerspitze, wo Seyerlen im Firn eine Flasche mit seiner Visitenkarte deponierte.
Der heutige Normalweg, die leichteste Route, auf die Hochfernerspitze führt von der Hochfeilerhütte auf 2710 Metern Höhe aus als kombinierte Hochtour (Eis und Fels), die nur mit entsprechender Ausrüstung und Erfahrung begangen werden sollte, nordöstlich in Richtung des Hochfeilers. Dann verläuft sie nördlich über das obere Nährgebiet des Weißkarferners entlang des Ostgrats im, laut Literatur, Schwierigkeitsgrad UIAA I zum Gipfel in drei Stunden. Auch von der Edelrauthütte (2545 m) aus kann die Hochfernerspitze über den Gliderferner in ca. fünf bis sechs Stunden begangen werden. Von Norden her ist eine Besteigung als kombinierte Tour vom Furtschaglhaus (2295 m) aus über das Rötkees möglich. Hier müssen, laut Literatur, 8 bis 9 Stunden Gehzeit, und Kletterstellen im UIAA-Grad II bedacht werden.
Für Bergsteiger, die die Nordwände der Hochfernerspitze begehen wollen, dient das Günther-Messner-Hochferner-Biwak, benannt nach dem Südtiroler Bergsteiger Günther Messner, auf 2429 Metern Höhe, 2½ Stunden Gehzeit oberhalb vom Weiler Stein, als Stützpunkt.